# Myrsine sodiroana
Myrsine sodiroana là một loài thực vật thuộc họ Myrsinaceae. Đây là loài đặc hữu của Ecuador.